# Смоленская площадь
Смоле́нская пло́щадь (Смоле́нская Торго́вая пло́щадь) — площадь в районе Арбат Москвы, расположена между Смоленской-Сенной площадью, улицами Арбат, Смоленская и Новинским бульваром. Границей Смоленской площади и Новинского бульвара по нечётной стороне является Проточный переулок, по чётной стороне — Композиторская улица.

## История
В XVI веке на месте современной улицы проходил крепостной Земляной вал с Арбатскими воротами, которые имели второе название — Смоленские. Уже в начале XVII века вдоль вала располагались многочисленные торговые ряды и кузницы, а для охраны ворот стояла стрелецкая слобода. Рынок получил развитие после эпидемии чумы 1771 года.
Сухаревка — дитя войны, Смоленский рынок — дитя чумы 1771 года.Писатель Владимир Гиляровский
Позже, однако, эту фразу критиковал Пётр Васильевич Сытин, который писал:
«Сухаревка — дитя войны, Смоленский рынок — дитя чумы 1771 года.», — говорит В. А. Гиляровский в своей книге «Москва и москвичи». Но он ошибается: и Сухаревский, и Смоленский рынок существовали задолго до указанных событий.Д. и. н. Сытин П. В.
В начале XVIII века слободу снесли, а свободное место застроили домами, однако уже в 1736 году они сгорели в очередном московском пожаре. Позднее на территории вновь возвели преимущественно деревянные строения. Земляной вал был частично срыт в 1775-м, на нём располагались два казённых питейных дома и лавки купца Алексеева. Вал замыкался у Арбата двором с каменными лавками. Через три года на месте этого двора купец Макаров построил четыре каменных корпуса с 30 мясными и рыбными рядами, около которых располагались товары купца Гущина. Двор на углу площади принадлежал московскому купцу Троилину и доходил до переулка на Арбате. В 1820 году Земляной вал полностью снесли, а на расчищенном пространстве образовалась площадь, названная Смоленской, но из-за того, что территорию освоили в основном купцы, чаще её называли Смоленским рынком. Он упоминается в произведении Михаила Булгакова «Таракан»:

Эти знаменитые сапоги находились под мышкой у Василия Рогова.
А сам Василий Рогов находился при начале Новинского бульвара, у выхода со Смоленского рынка.
На площади располагались не только лавки со съестными припасами, но и велась торговля старыми вещами. В «Истории московских улиц» говорится: «В середине XIX века здесь по воскресениям можно было видеть торговок, увешанных мехами, различными лоскутами материи, с изношенной дамской, а иногда и мужской шляпой на голове".
В 1875 году по решению Городской думы на площади был построен двухэтаэжный каменный корпус для продажи продуктов. Однако весь рынок в здании разместиться не смог, а все дома вокруг него имели множество мелких лавок, трактиров и пивных.
В 1906 году по проекту архитектора Владимира Шервуда возвели доходный дом наследников Егора Орлова, который выходил фасадом на площадь. В октябре 1917-го Смоленский рынок стал одним из бастионов войск, верных Временному правительству, которые вели обстрел Кудринской площади. Их центральным укреплением была 5-я школа прапорщиков. 2 ноября площадь заняли рабочие отряды. После окончания революции среди торговых рядов появился особый «французский ряд», на котором торговали бывшие дворяне.
Площадь реконструировали в 1920-х годах. Рынок и дома дореволюционной постройки ликвидировали. На их месте в 1928-м по проекту архитектора Вячеслава Олтаржевского возвели пятиэтажный жилой дом для кооператива «Московское объединение». Однако уже в начале 1930-х годов дом был перестроен архитектором Владимиром Маятом: он надстроил 6-й этаж, поднял высоту башни на всю высоту прежнего аттика и придал ей гранёный характер. По торцам пилонов и над входным вестибюлем были высечены крупные рубленые надписи «Универмаг Торгсин». В 1936 году Торгсин упразднили, и гастроном стал называться Смоленским. В 1935-м в центре площади построили наземный павильон одноимённой станции метро, который вскоре разобрали, другой павильон возвели в 1953 году за универмагом. В 1952-м на границе со Смоленской-Сенной площадью возвели здание Министерств иностранных дел и внешней торговли СССР. Из-за того, что площадь расположена на участке Садового кольца, во время октябрьского путча 1993 года она стала важным местом для людей. Им удалось перекрыть движение по кольцу, а после соорудить баррикады, но превосходящим силам милиции удалось освободить площадь.
В настоящее время Смоленская площадь представляет собой широкую автомобильную магистраль со зданиями по обе стороны от неё. В 2006 году столичные власти объявили о планах построить на площади торгово-развлекательный комплекс с фонтаном и прилегающим сквером, но проект не реализовали — к моменту срока сдачи подрядчик не приступил к работе. В 2016-м в рамках программы благоустройства «Моя улица» на площади расширили тротуары, сделав мощение из белого гранита, а также озеленили территорию. В 2019-м на месте нежилого здания 1917 года постройки на Смоленской площади планируется возведение гостиницы.

## Здания и сооружения
По нечётной стороне
- № 1/4 — доходный дом наследников Егора Орлова. Построен в 1906 году по проекту архитектора Владимира Шервуда. Рельефный декор дома изображает виноградные лозы и гуляющих между ними павлинов. Не сохранились венчавшие дом скульптуры и рельефные украшения балконов[17].
- № 3 — торгово-культурный центр «Смоленский пассаж». Возведён в 1998 году, руководитель проекта — архитектор Виталий Соколов[18].
- № 13/21 — дом работников НКВД. Проект архитектора Ивана Жолтовского 1940 года, построен в 1956-м. В мае-ноябре 2022 года дом капитально отремонтирован. Среди известных жильцов дома —футболист Всеволод Блинков. На 2018 год в здании располагается Библиотека имени Н. А. Добролюбова Объект культурного наследия народов РФ регионального значения. Рег. № 781410035280005 (ЕГРОКН)[7]

По чётной стороне
- № 2/54 — дом с гастрономом «Смоленский». Построен в 1928 году, архитекторы — Владимир Маят совместно с Вячеславом Олтаржевским[10].
- № 6/13 — купеческое владение с лавками. Правая часть здания построена в конце XVIII века, левая — в первой трети и второй половине XIX века[19]. Угловая часть здания — объект культурного наследия федерального значения. Правая часть здания перестроена с сохранением парадного фасада и надстроена под отель Mercure Arbat Moscow.  Объект культурного наследия народов РФ федерального значения. Рег. № 771510303600006 (ЕГРОКН)
- № 8/12/1, стр. 1 — жилой дом с лавками И. С. Золотарёвой — Финогеновых. Построен между 1817 и 1832 годами[19].  Объект культурного наследия народов РФ федерального значения. Рег. № 771410330860006 (ЕГРОКН)

## Общественный транспорт
- Станции метро «Смоленская» (Арбатско-Покровская) и «Смоленская» (Филёвская).
- Автобусы: Б, 220, 239, 379, с910.